# Astripomoea malvacea
Astripomoea malvacea là một loài thực vật có hoa trong họ Bìm bìm. Loài này được (Klotzsch) A. Meeuse mô tả khoa học đầu tiên năm 1958.